# Mals
Mals (italienisch Malles Venosta, Vallader Damalⓘ) ist eine italienische Marktgemeinde mit 5301 Einwohnern (Stand 31. Dezember 2023) im Vinschgau in Südtirol. Hauptort der Gemeinde ist das gleichnamige Dorf Mals.

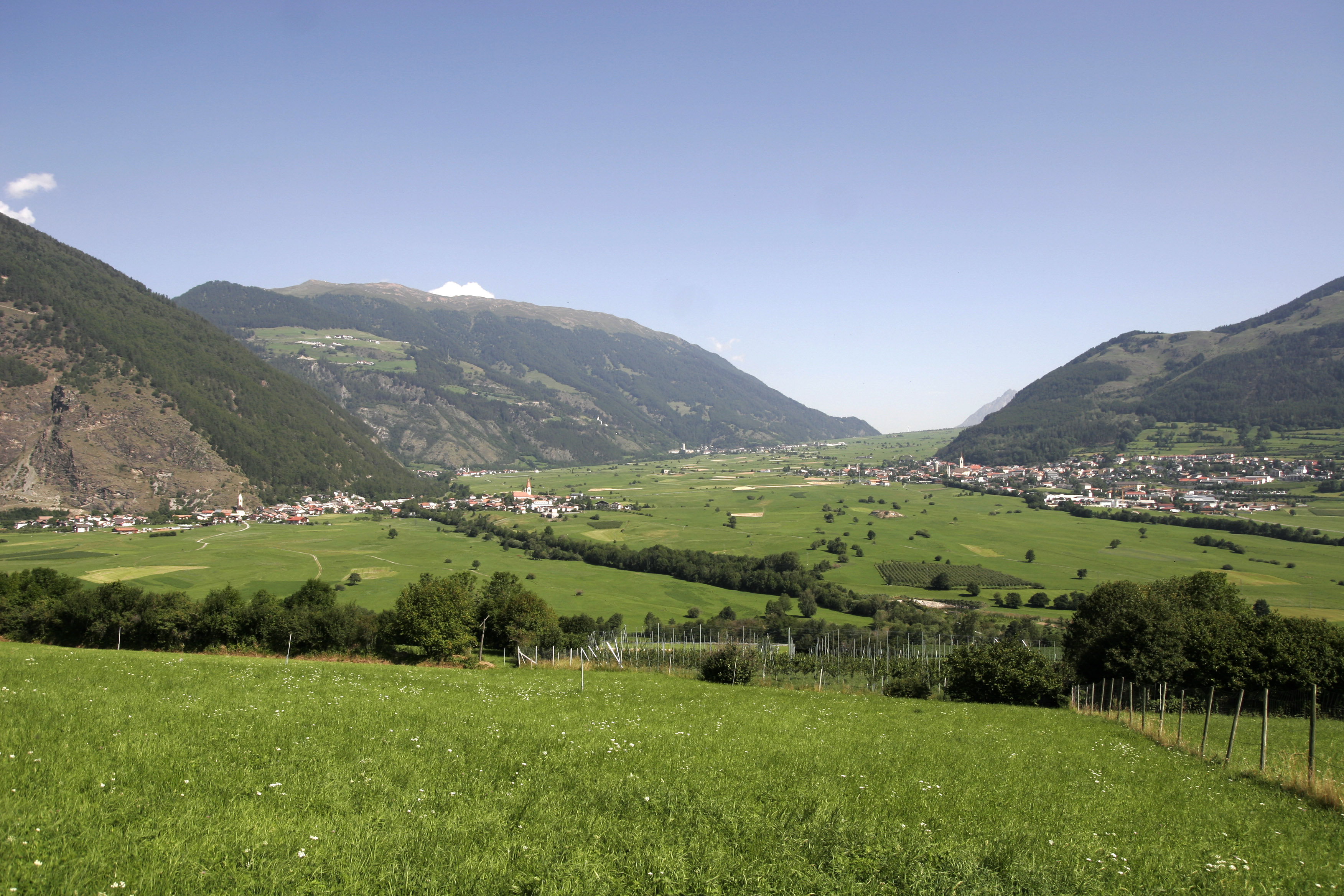
Blick auf zwei Dörfer der Gemeinde Mals: links Laatsch, rechts Mals

## Geographie
Die Gemeinde Mals befindet sich im Vinschgau, genauer im Vinschger Oberland im Nordwesten Südtirols. Das Gemeindegebiet, mit 247,1 km² das flächenmäßig zweitgrößte der Provinz, umfasst Teile des Etschtals, mehrere Seitentäler und umliegende Berggebiete.
Die meisten dörflichen Siedlungen liegen im Etschtal, das hier am Oberlauf der Etsch von mächtigen Schwemmkegeln wie der Malser Haide charakterisiert wird. Auf der östlichen, orographisch linken Talseite befinden sich der von der Puni durchflossene Hauptort Mals (1051 m), das sich zwischen Tartscher Bichl und Sonnenberg schmiegende Tartsch (1029 m) und die kleine Fraktion Ulten-Alsack (1450–1626 m). Auf der westlichen Talseite reihen sich direkt an der Etsch Burgeis (1216 m), Schleis (1064 m) und Laatsch (984 m).
Im Osten reicht das Gemeindegebiet von Mals weit in die Ötztaler Alpen hinein, die hier in Planeiler Berge, Saldurkamm und Schnalskamm unterteilt werden. Gegliedert wird das von zahlreichen Dreitausendern überragte Gebiet von drei Seitentälern des Vinschgaus, dem Matscher Tal, dem Planeiltal und dem Plawenntal, die den Siedlungen Matsch (1584 m), Planeil (1599 m) und Plawenn (1730 m) Platz bieten. Über dem Talschluss des vom Saldurbach entwässerte Matscher Tals erheben sich im Schnalskamm die höchsten Punkte des Gemeindegebiets, die Weißkugel (3738 m) und die Innere Quellspitze (3516 m). Über diese zum Alpenhauptkamm zählenden, vergletscherten Hochgipfel verläuft die italienisch-österreichische Staatsgrenze zum Bundesland Tirol. Zu weiteren bedeutenden Gipfeln im Malser Anteil der Ötztaler Alpen zählen beispielsweise im Saldurkamm die Schwemser Spitze (3459 m), die Lagaunspitze (3438 m) und die Saldurspitze (3433 m), in den Planeiler Bergen der Äußere Bärenbartkogel (3473 m), der Rabenkopf (3393 m) und der Danzebell (3148 m).
Die Berge im westlichen Gemeindegebiet werden größtenteils zur Sesvennagruppe gerechnet, in der auch einige Dreitausender wie der Muntpitschen (3161 m) und der Piz Rims (3067 m) aufragen. Vom Etschtal aus erschlossen werden sie vom unbewohnten Zerzer Tal, dem Schlinigtal mit der Ortschaft Schlinig (1726 m) und dem Münstertal, von dem aber nur der Taleingangsbereich zu Mals gehört. Über dem Talschluss des Schlinigtals befindet sich die italienisch-schweizerische Staatsgrenze zum Kanton Graubünden. Im äußersten Südwesten erreicht das Gemeindegebiet am Glurnser Köpfl (2395 m) im Chavalatschkamm die nördlichsten Ausläufer der Ortler-Alpen, die im Nationalpark Stilfserjoch unter Schutz gestellt sind.

## Geschichte
Neben dem bekannten Altsiedelgebiet des Tartscher Bichls waren auch die Hänge westlich von Laatsch in grauer Vorzeit besiedelt. Östlich von Thanei zwischen Lagaunspitze und Schwemser Spitze wurden prähistorische Rastplätze für Jäger und Sammler gefunden.
Die Örtlichkeit ist 1094 als Malles ersturkundlich genannt. Das Ausgangswort ist nicht sicher rekonstruierbar. Wenn es stimmt, dass Mals erst in der Merowingerzeit gegründet wurde, kann franko-lateinisch mallus (’Versammlungsort, Malstätte‘) zugrunde liegen.
Die frühe Eindeutschung der Flurnamen und diverse Funde legen nahe, dass die Gegend bei Mals ein frühes Zentrum der fränkischen Verwaltung in Churrätien gewesen sein könnte.
Der heutige, sehr weiträumige Gebietsumfang der Gemeinde geht auf das Jahr 1928 zurück, als die bis dato eigenständigen Burgeis, Laatsch, Matsch, Planeil, Schleis, Schlinig und Tartsch eingemeindet wurden.

## Politik

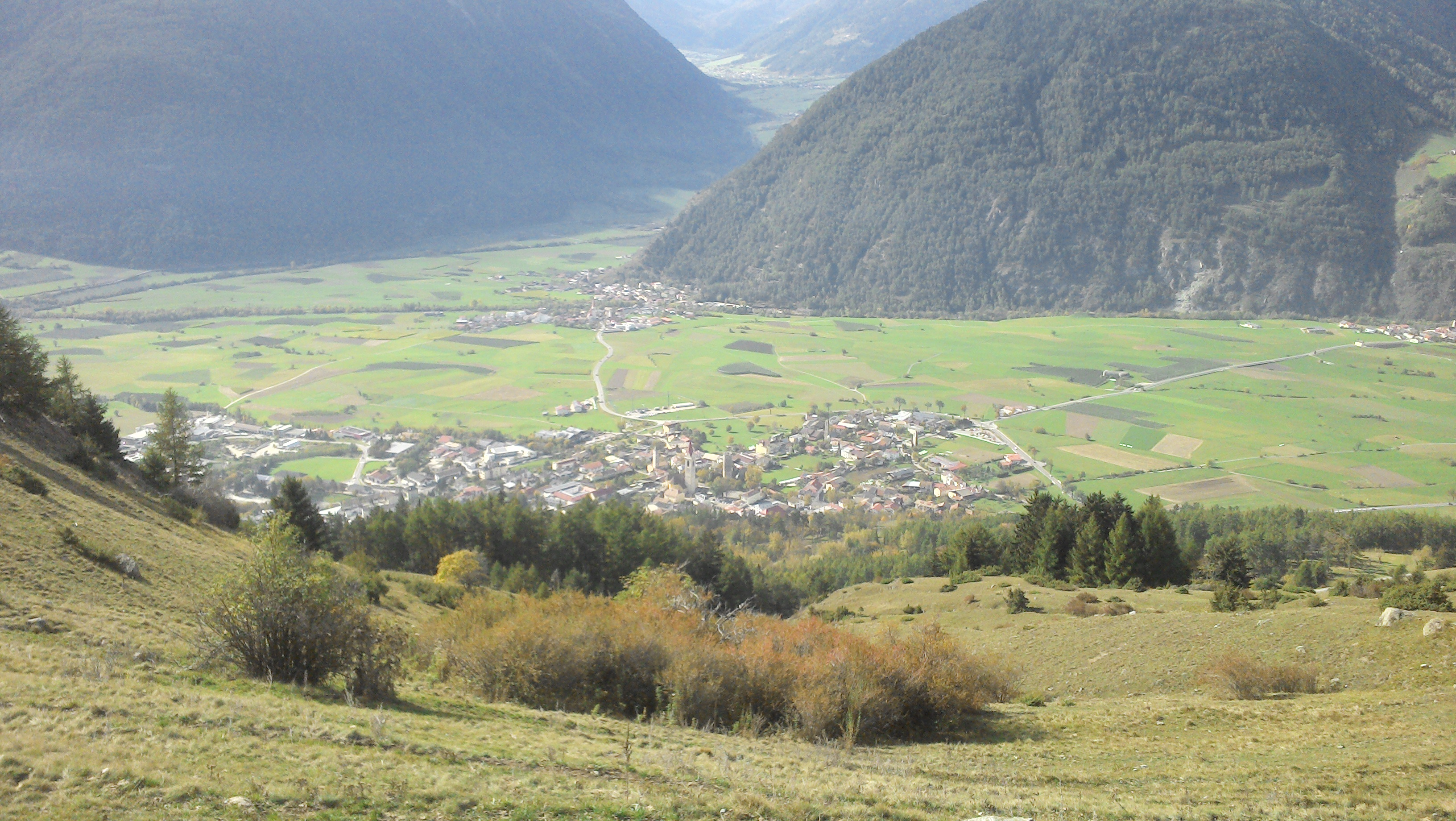
Mals von Malettes aus in Richtung Laatsch, Taufers und Münstertal/CH

### Bürgermeister
Bürgermeister seit 1952:
- Karl Stecher: 1952–1974
- Albert Flora: 1974–1991
- Josef Noggler: 1991–2008
- Ulrich Veith: 2009–2020
- Josef Thurner: seit 2020

### 2014: Volksabstimmung zur „pestizidfreien Gemeinde“
In einer im September 2014 durchgeführten Volksabstimmung erklärte sich Mals bei einer Wahlbeteiligung von fast 70 % mit einer Zustimmung von 75,88 % zu einer „Pestizid-freien Gemeinde“ („zur ersten Europas“). Nachdem der Gemeinderat diesem Votum Anfang 2016 im dritten Anlauf mit dem Erlass einer Pestizid-Verbots-Verordnung Rechnung getragen hatte, wurde das zugrundeliegende Referendum im Mai 2016 vom Landgericht Bozen für ungültig erklärt:
- das „Promotorenkomitee für eine pestizidfreie Gemeinde Mals“ habe keinen Rechtsanspruch auf Abhaltung der streitgegenständlichen Volksabstimmung gehabt,
- die vorgelegte Fragestellung sei unzulässig gewesen und somit
- alle weiteren darauf aufbauenden Maßnahmen im Zusammenhang mit der Volksabstimmung unwirksam.

Die Bewegung findet ihren Widerhall in dem 2017 veröffentlichten Buch Das Wunder von Mals - Wie ein Dorf der Agrarindustrie die Stirn bietet des österreichischen Autors und Dokumentarfilmers Alexander Schiebel und dem gleichnamig darauf beruhenden, Ende Mai 2018 in München erstveröffentlichten Dokumentarfilm desselben Autors.
Mit Datum 9. Oktober 2019 wurde das Urteil des Verwaltungsgerichtes Bozen in Bezug auf die Anfechtung der Durchführungsverordnung der Gemeinde Mals über die Ausbringung von Pflanzenschutzmitteln im Gemeindegebiet veröffentlicht. Das Gericht hat entschieden, dass die Durchführungsverordnung (Nr. 2 vom 29. März 2016) nichtig ist. „Das Verbot des Ausbringens von chemisch synthetischen Pflanzenschutzmitteln könne nicht durch eine Gemeinde verordnet werden. Sie sei dafür nicht zuständig und verfüge in diesem Bereich über keine normsetzende Befugnis“, so die Autonome Sektion Bozen des Verwaltungsgerichts.
Die Staatsanwaltschaft Bozen erhob Klage gegen Bürgermeister Ulrich Veith, weil er das Bürgerreferendum durchgeführt hatte. Damit habe er 25.000 Euro öffentliche Gelder veruntreut. Der Rechnungshof Bozen wies die Klage ab und sprach Veith frei, er habe mit der Durchführung des Referendums absolut richtig gehandelt. 2020 wurde die Gemeinde mit dem EuroNatur-Preis ausgezeichnet.

## Bevölkerung
Mals ist gemäß den erhobenen Sprachgruppenzugehörigkeitserklärungen bzw. Sprachgruppenzuordnungserklärungen eine weitgehend deutschsprachige Gemeinde. Als Berechnungsgrundlage der folgenden Prozentwerte wurden die gültigen Erklärungen von Personen mit italienischer Staatsbürgerschaft herangezogen.
| Sprache     | 1981    | 1991    | 2001    | 2011    | 2024    |
| ----------- | ------- | ------- | ------- | ------- | ------- |
| Deutsch     | 95,81 % | 95,99 % | 96,83 % | 96,92 % | 97,23 % |
| Italienisch | 4,11 %  | 3,97 %  | 3,08 %  | 3,00 %  | 2,70 %  |
| Ladinisch   | 0,09 %  | 0,05 %  | 0,09 %  | 0,08 %  | 0,06 %  |

## Verkehr

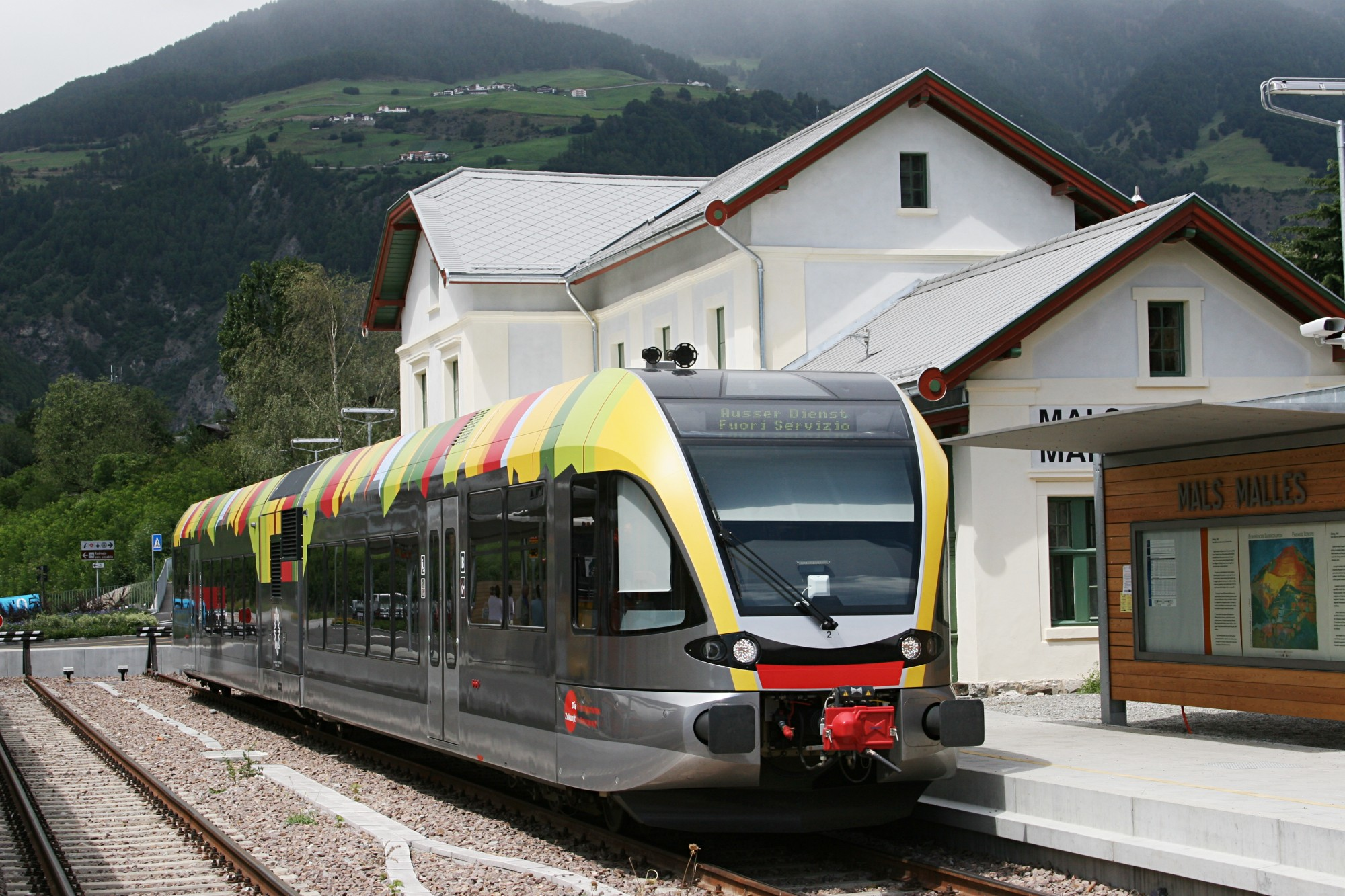
Mals ist Endpunkt der Vinschgaubahn

Für den Kraftverkehr ist Mals in erster Linie durch die SS 40 erschlossen. Zudem endet im Gemeindegebiet die Vinschgaubahn, die am Bahnhof Mals eine Zugangsstelle bietet. Der Bahnhof ist auch ein Umsteigeknoten für den lokalen Busverkehr sowie Busverbindungen Richtung Österreich und Schweiz.
Das Gemeindegebiet wird von der Radroute 2 „Vinschgau–Bozen“ durchquert, die parallel zur Etsch durch Burgeis, Schleis und Laatsch verläuft. Zudem bestehen ausgewiesene Strecken, die diese drei Dörfer jeweils mit dem Hauptort Mals verbinden.

## Bildung
Mals ist Sitz eines deutschsprachigen Schulsprengels. Dieser umfasst auf Gemeindegebiet sieben Grundschulen (in Burgeis, Laatsch, Mals, Matsch, Planeil, Schleis und Tartsch) und eine im Hauptort Mals angesiedelte Mittelschule.
Zudem ist Mals die einzige Gemeinde im Vinschger Oberland, in der sich weiterführende Schulen befinden. Das Oberschulzentrum „Claudia von Medici“ im Hauptort Mals beinhaltet drei Schultypen: ein Sozialwissenschaftliches Gymnasium, eine Wirtschaftsfachoberschule und eine Sportoberschule. In Burgeis ist die Fachschule für Land- und Forstwirtschaft „Fürstenburg“ angesiedelt.

## Persönlichkeiten
- Joseph Mohr von Zernez (1577–1635), römisch-katholischer Bischof des Bistums Chur
- Josef Stecher (1775–1862), Tiroler Freiheitskämpfer 1809, Adjutant von Major Martin Rochus Teimer von Wildau
- Johann Stefan Raffeiner (1785–1861), österreichisch-US-amerikanischer Missionar
- Anton Stecher (1805–1895), Bürgermeister und Schützenhauptmann
- Johann Rufinatscha (1812–1893), Tiroler Komponist des 19. Jahrhunderts
- Heinrich Flora (1829–1902), Arzt
- Ignaz Verdroß von Droßberg (1851–1931), General der Infanterie im Ersten Weltkrieg
- Walter Caldonazzi (1916–1945), Widerstandskämpfer gegen den Nationalsozialismus
- Karl Plattner (1919–1986), Kunstmaler
- Paul Maria Hafner (1923–2010), Offizier der Waffen-SS und KZ-Aufseher
- Wilhelmine Habicher (1927–2013), Mundartdichterin
- Arnaldo Di Benedetto (* 1940), Universitätsdozent und literarischer Kritiker
- Florin Florineth (1946–2023), Ingenieurbiologe und Vegetationstechniker
- Karl Prossliner (* 1953), Dokumentarfilmer
- Eduard Habicher (* 1956), Bildhauer
- Sepp Noggler (* 1957), Politiker (SVP)
- Richard Theiner (* 1958), Politiker (SVP)
- Erich Stecher (* 1960), Kunstmaler
- Gabriel Grüner (1963–1999), Journalist des Magazins „Stern“
- Hans Perting (* 1963), Apotheker und Schriftsteller
- Gottfried Deghenghi (* 1968), Filmemacher,  Regisseur und Produzent
- Ludwig Sprenger (1971–2019), Skifahrer

## Ehrenbürger

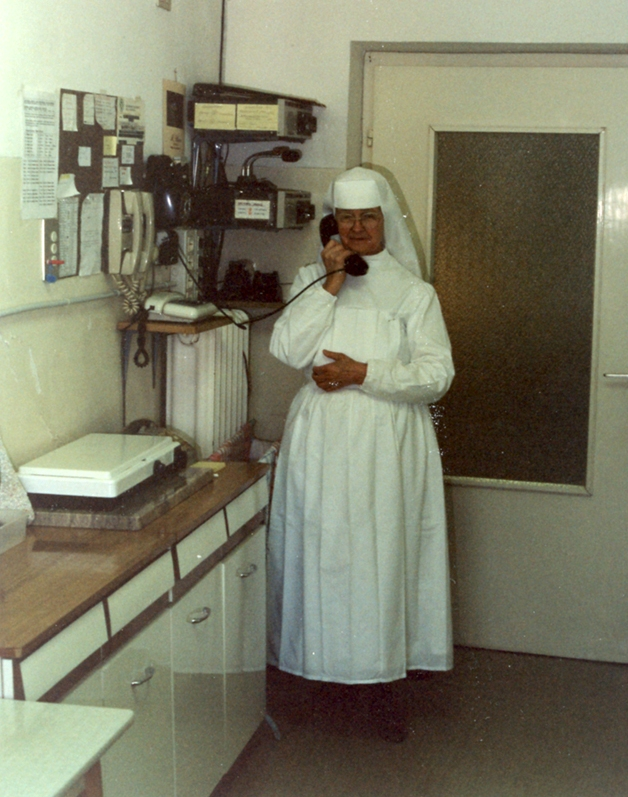
Schwester Cyrina, Oberin im alten Spital (Martinsheim) in Mals im Vinschgau

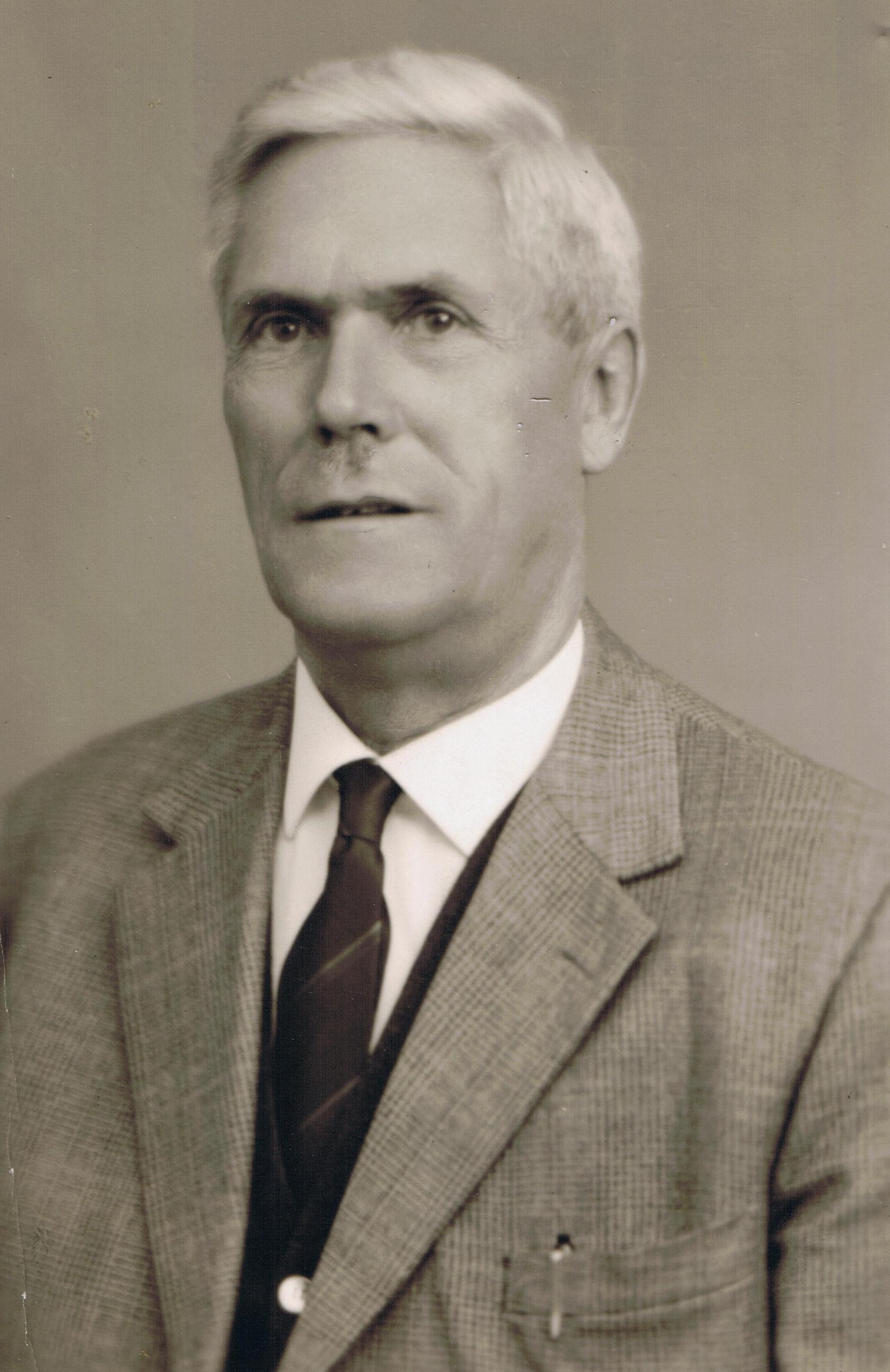
Karl Stecher, Hirschenwirt und Bürgermeister von Mals im Vinschgau

- Schwester Cyrina (Regina Gostner): Schwester Cyrina wurde am 20. April 1913 in St. Andrä bei Brixen geboren und trat 1933 dem Orden der Barmherzigen Schwestern bei. Am 3. Februar 1943 kam sie nach Mals und betreute im damaligen Spital die Patienten. Von ihren Mitschwestern wurde sie zur Oberin gewählt, von der Bevölkerung aufgrund ihrer Fürsorglichkeit und ihrer Kompetenz sehr geschätzt. Über mehrere Jahrzehnte leitete sie das Altersheim und betreute zuerst mit dem Gemeindearzt Hans Maier und später mit Martin Brugger die Bewohner. 1976 wurde ihr die Verdienstmedaille des Landes Tirol verliehen. 1997 gab sie die Leitung des Altersheimes ab, stellte ihre Arbeitskraft im Rahmen ihrer Möglichkeit aber immer noch dem Haus zur Verfügung. Als Anerkennung für ihre Dienste zum Wohle der Bevölkerung erhielt Schwester Cyrina mit einstimmigem Beschluss des Gemeinderates am 23. März 1983 die Ehrenbürgerschaft.
- Karl Stecher (Hirschenwirt und Altbürgermeister): Karl Stecher wurde am 30. August 1900 in Mals geboren und verstarb am 22. Juni 1981 daselbst. Karl Stecher führte für etliche Jahre den elterlichen Gasthof Zum Hirschen. Von 1943 bis 1945 hatte er das Amt als kommissarischer Verwalter der Gemeinde Mals inne. Im Jahre 1945 musste er das Gemeindeamt verlassen, da sich mit dem Ende des Zweiten Weltkrieges die politische Situation in Südtirol änderte. Von 1952 bis 1974 war Karl Stecher dann allerdings durchgehend Bürgermeister von Mals. Er leitete also 22 Jahre lang durchgehend die Geschicke der Gemeinde Mals und wurde als weitsichtiger und geradliniger Verwalter geschätzt. In Anerkennung seiner Verdienste wurde er am 23. November 1978 vom Gemeinderat einstimmig zum Ehrenbürger der Gemeinde Mals ernannt.

Der Gemeinderat von Mals hat mit Beschluss Nr. 45 vom 30. September 2013 die Verleihung folgender Ehrenbürgerschaften beschlossen:
- Paul Thöni, geb. 1926: Direktor der Mittelschule Mals im Ruhestand für Verdienste von außerordentlicher Tragweite im Auf- und Ausbau der Mittelschule im Obervinschgau
- Max Bliem, geb. 1936: Direktor des Oberschulzentrums Mals im Ruhestand für Verdienste von außerordentlicher Tragweite im Auf- und Ausbau des Oberschulzentrums in Mals
- Martin Brugger, geb. 1944: Amtsarzt der Gemeinde Mals im Ruhestand für Verdienste von außerordentlicher Tragweite im Rahmen der ärztlichen Grundversorgung in der Gemeinde Mals